# Tentative d'assassinat de Robert Fico
La tentative d'assassinat de Robert Fico survient le 15 mai 2024 lorsque le président du gouvernement slovaque, Robert Fico, est visé par plusieurs coups de feu. Grièvement blessé, il est transporté à l'hôpital dans un état grave. Le suspect, Juraj Cintula, 71 ans, a été arrêté par la police sur les lieux.

## Contexte

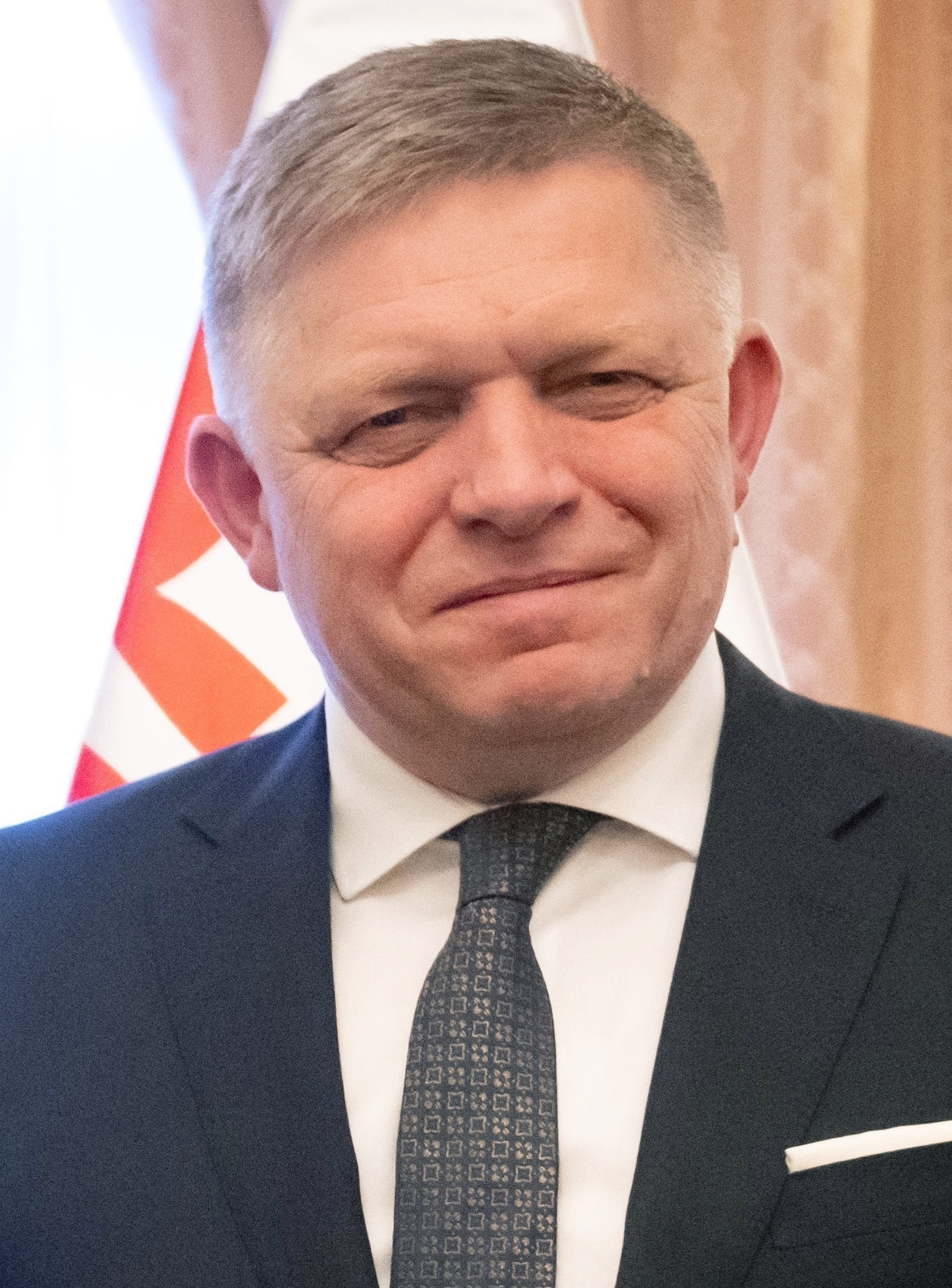
Robert Fico en avril 2024.

À la tête du parti SMER – social-démocratie, Robert Fico est au pouvoir au moment de la tentative d'assassinat depuis sa victoire six mois plus tôt aux élections législatives. Il l'emporte à l'issue d'une campagne électorale très marquée par le taux élevé d'inflation au niveau mondial provoqué par la crise économique liée à la pandémie de Covid-19 dans le contexte d'une crise énergétique provoquée par cette dernière puis par le déclenchement en février 2022 de l'invasion de l'Ukraine par la Russie. Membre de l'Organisation du traité de l'Atlantique nord (OTAN), le gouvernement slovaque met en œuvre comme ses alliés une aide économique et militaire au gouvernement ukrainien du président Volodymyr Zelensky ainsi que des sanctions économiques à l'encontre de la Russie, qui deviennent rapidement impopulaires au vu de la situation économique.
Historiquement de centre gauche, le SMER-SD récupère l'insatisfaction de la population à l'égard de la crise économique pour faire campagne sur la fin des aides accordées à l'Ukraine. Jusqu'alors atlantiste et favorable à l'Union européenne — en soutenant notamment l'adoption de l'euro en 2009 —, Fico adopte une position de plus en plus critique envers l'OTAN et l'UE tout en se rapprochant de la Hongrie de Viktor Orbán et de la Russie de Vladimir Poutine, au point d'adopter ses éléments de langage vis-à-vis de l'invasion de l'Ukraine. Il rejette ainsi la responsabilité de cette dernière sur l'Ukraine en affirmant que le conflit « a commencé en 2014 lorsque des fascistes ukrainiens ont tué des victimes civiles de nationalité russe ». Il promet par conséquent de cesser les livraisons d'armes en ne fournissant « plus une seule balle » à l'Ukraine,. Ses positions trouvent un écho certain auprès de la population slovaque, dont une étude en mars 2023 révèle que seulement 40 % considèrent la Russie responsable du conflit avec l'Ukraine.
Le SMER accompagne cette rhétorique de positions anti-immigration. S'il avait déjà fait campagne auparavant sur cette question, il se trouve cette fois-ci renforcé par l'ampleur de la crise migratoire en Europe, qui voit le sud de la Slovaquie traversée par un nombre croissant de migrants de passage par la Hongrie, qui passent de 2 500 en 2021 à 25 000 deux ans plus tard. Qualifié de populiste, le parti est également critiqué pour ses attaques envers la communauté LGBT, dont notamment un spot de campagne dans lequel théorie du genre et mariage homosexuel sont associés au parti Slovaquie progressiste et violemment rejetés, Fico réitérant lui-même son opposition au mariage homosexuel lors d'une conférence de presse, avant de qualifier de « perversion » l'adoption homoparentale,.
Qualifiée de « défaite pour la démocratie » par la presse slovaque, la victoire de Fico le voit devancer le parti libéral pro-européen Slovaquie progressiste, tandis que le HLAS-SD de Peter Pellegrini se retrouve en position de faiseur de rois. Après plusieurs jours de négociations, le SMER-SD conclut le 11 octobre un accord de coalition avec le HLAS-SD et le Parti national slovaque (SNS), permettant à Robert Fico de devenir président du gouvernement le 25 octobre,. La conclusion de l'accord provoque le jour suivant la suspension du SMER par le Parti socialiste européen et la perte du statut de parti associé du HLAS, en raison de leur association avec le SNS, qualifié de « parti de droite radicale »,. Le gouvernement est nommé et prête serment le 25 octobre, après des semaines de blocages entre Fico et Zuzana Čaputová.
Le gouvernement Fico IV poursuit rapidement la mise en œuvre de réformes du code pénal et du pouvoir judiciaire qui provoquent une controverse et d'importantes manifestations. La réforme prévoit en effet la suppression du bureau du procureur dédié aux affaires de corruption de haut niveau, l’assouplissement des sanctions en cas de corruption ainsi que la suppression de la protection des lanceurs d'alerte pour les policiers, et ce alors même que Robert Fico et plusieurs haut responsables du SMER-SD sont concernés par de telles affaires. La nouvelle ministre de la culture, Martina Šimkovičová, dépose quant à elle un projet de loi visant à remplacer la direction de la Rozhlas a televízia Slovenska (RTVS), accusée de pratiquer la censure en n'« autorisant qu'une seule opinion » sur le Covid-19 et le conflit en Ukraine, le gouvernement se présentant depuis plusieurs mois comme victime des juges et des journalistes.
Le second tour de l'élection présidentielle slovaque de 2024 voit s'affronter Ivan Korčok et Peter Pellegrini, dans ce qui prend la forme d'un référendum sur la politique pro-russe du gouvernement de Robert Fico, soutenue par Pellegrini. Bien qu'arrivé deuxième, ce dernier se montre confiant, la répartition des voix envers les autres candidats laissant dégager une majorité nationaliste, ce qui l'amène à affirmer que la majorité de la population slovaque « ne veut pas d’un président libéral progressiste » mais plutôt d'un président qui « n’entraînera pas la Slovaquie dans la guerre » et « parlera de paix ». L'élection de Pellegrini au second tour est largement perçue comme une victoire pour le gouvernement de Robert Fico, qui s'était pleinement engagé dans la campagne en soutien à son partenaire de coalition, mais également pour la Russie dans le contexte de son invasion de l'Ukraine,. Les positions isolationnistes du gouvernement et son désengagement de toute aide à l'Ukraine sortent en effet renforcées d'un scrutin qui avait pris l'allure d'un référendum sur cette politique,.

## Tentative d'assassinat
La fusillade se produit le 15 mai 2024 à l'extérieur d'un centre culturel à Handlová qui accueille un débat gouvernemental. Robert Fico prononce un discours devant une foule au moment de la fusillade. Selon les journalistes, plusieurs coups de feu sont entendus avant que le président du gouvernement s'effondre au sol. L'agresseur est capturé par plusieurs personnes et la police boucle la zone,.
Robert Fico est emmené dans une voiture par ses officiers de sécurité. Il est ensuite transporté à l'hôpital pour ses blessures, puis transporté par avion vers un autre établissement. Selon TA3, une chaîne de télévision locale, quatre coups de feu sont tirés, un coup touchant Fico au niveau de l'estomac et d'autres touchant sa tête et sa poitrine,. Plus jeden deň rapporte que l'état de Fico est grave. Trois autres ministres sont escortés hors des lieux.

## Agresseur
Le principal suspect de l'agression est identifié par la police peu après la fusillade. Selon le journal Denník N, il s'appelle Juraj Cintula (pt), est né en 1953 et réside à Levice. Il est en possession légale de la supposée arme du crime, un pistolet. Poète de 71 ans, il avait peu avant l'attaque critiqué ouvertement Robert Fico et son gouvernement sur les réseaux sociaux,.
En 2016, Juraj Cintula a participé à un événement organisé par un petit groupe paramilitaire pro-russe appelé « Slovenskí Branci » (« recrues slovaques »). Selon Vsquare, le groupe a collaboré avec le club de motards russe Les Loups de la nuit et a annoncé sa dissolution en octobre 2022. Le groupe recevait une formation d'anciens membres russes des Spetsnaz. Sur ses réseaux sociaux, Cintula a écrit plusieurs articles faisant l'éloge de Slovenski Branci et de sa position anti-immigration. Selon le ministre slovaque de la défense, Cintula a exhorté le groupe à ne pas utiliser d'armes.
Juraj Cintula est l'auteur de trois livres de poésie, d'un roman et d'un livre sur les Roms de Slovaquie intitulé Efata. Dans ce livre, Cintula a fait l'éloge du programme du Parti populaire Notre Slovaquie, classé à l'extrême-droite.
Toujours en 2016, il cofonde le Mouvement contre la violence, une référence au mouvement anticommuniste Société contre la violence, qui affiche son soutien à la candidate sociale-libérale Slovaquie progressiste Zuzana Čaputová lors de l'élection présidentielle slovaque de 2019. Après l'invasion russe de l'Ukraine, le mouvement a condamné l'agression russe en déclarant : « Quelle fraternité slave ? Il n'y a qu'un agresseur et un agressé ». Le journal slovaque Sme a déclaré avoir identifié Cintula sur la base de photos prises lors de manifestations contre les réformes controversées du gouvernement de Fico, organisées par l'opposition pro-occidentale trois mois avant la fusillade. Trois semaines avant la fusillade, Cintula a été vu brandissant des symboles pro-occidentaux et criant des slogans anti-Fico lors de manifestations contre le gouvernement de Fico à Dolná Krupá,.
Au cours de son interrogatoire, Cintula a déclaré qu'il avait agi principalement en raison de l'opposition du gouvernement Fico à l'assistance militaire à l'Ukraine lors de l'invasion russe de l'Ukraine.

## Réactions
Le vice-président du Parlement, Ľuboš Blaha (en), confirme la fusillade lors d'une session parlementaire qui est ensuite suspendue. Le ministère de l'Intérieur la décrit comme une « tentative d'assassinat ». Zuzana Čaputová, présidente de la République slovaque, qualifie la fusillade de « brutale et impitoyable » et exprime son choc face à l'attaque et sa solidarité avec Fico. Des sentiments similaires sont exprimés par Michal Šimečka, chef du parti d'opposition Slovaquie progressiste.
Le président du gouvernement tchèque, Petr Fiala, condamne l'attaque. Le chancelier fédéral d'Allemagne, Olaf Scholz, et le Premier ministre de Hongrie, Viktor Orbán, expriment également leur choc et leur condamnation. Le président de l'Ukraine, Volodymyr Zelensky, qualifie quant à lui l'attaque d'« épouvantable » et exprime sa solidarité avec le peuple slovaque.